# Pila (mitologia)
Nella mitologia greca, Pila (in greco antico: Πύλας?, Pýlas) fu un re di Megara.

## Mitologia
Figlio di Clesone, uccise lo zio Biante per impadronirsi del trono di Megara. In seguito abbandonò la città a Pandione, re di Atene e suo genero, in quanto aveva sposato sua figlia Pilia, e si trasferì in Messenia dove fondò la città di Pilo (la cui fondazione è però più spesso attribuita a Neleo).
Secondo alcuni autori Pila sarebbe anche il padre del celebre bandito megarese Scirone, ucciso da Teseo.